# Jacinto Urrestarazu Munduate
Jacinto Urrestarazu Munduate (Ataun, 1936—2017) va ser un ciclista basc, professional entre 1957 i 1965. Entre els seus triomfs més importants hi ha la victòria al Circuit de Getxo i una etapa a la Volta a Catalunya de 1964.
El seu germà, José Urrestarazu Munduate, també es dedicà al ciclisme.

## Palmarès
- 1956
  - 1r a la Prova de Legazpi
- 1958
  - Vencedor de 3 etapes a la Volta a Andalusia
- 1960
  - 1r al Circuit de Getxo
- 1961
  - Vencedor de 2 etapes a la Volta a Andalusia
- 1963
  - Vencedor d'una etapa a la Volta a Andalusia
- 1964
  - Vencedor d'una etapa a la Volta a Catalunya

### Resultats a la Volta a Espanya
- 1965. Abandona